# ランブリン
ランブリン（英語表記：Ramblin）は、Twitterのつぶやきに位置情報を付加することで、エリア情報とつぶやきを融合させたWebサービス、およびiPhoneアプリケーションである。

## 概要
ランブリンは、iPhone専用のアプリケーションとして2009年12月末にリリースされた。iPhoneのGPS機能を使い、ユーザーが現在いる場所の周辺にあるつぶやきを閲覧できる。また、店舗や施設といったスポット情報もサービスに内包されており、それらのスポットに対してつぶやいたり、スポットを所有するユーザーがつぶやきを発信することで、そのスポットの周辺にいるユーザーがつぶやきを閲覧することが可能となる。
こうして投稿されたつぶやきは、Twitterにも同時に投稿される。その際はスポット情報がURLに変換され、Webページとして情報にアクセスできる。また、Twitterで投稿されたつぶやきは、そのユーザーのプロフィールに設定された場所情報やGeoAPIを使って付加された位置情報に沿って、ランブリンのエリア・タイムラインに表示される。このような仕組みをもつことで、Twitterとランブリンが位置情報が付加されたつぶやきを透過的にやり取りすることが可能となっている。
Twitter対応アプリケーションの多くは、つぶやき（もしくはプロフィールの場所欄）に付加された緯度経度からマップ上に発信地点を表示するNearby方式を取っている。それに対してランブリンは、スポットやエリアという単位でつぶやきを受発信できるため、つぶやきの内容と場所の紐付けがより密接になる傾向が強いのが特徴と言える。

## 沿革
2008年12月に、情報大航海プロジェクトの一環として「Moyoli」と呼ばれるWebサービスを期間限定で公開。これがランブリンの前身となる。
2009年12月29日に、App Storeを通じてiPhoneアプリケーションとして販売開始。